# Habenaria hamata
Habenaria hamata är en orkidéart som beskrevs av João Barbosa Rodrigues. Habenaria hamata ingår i släktet Habenaria och familjen orkidéer. Inga underarter finns listade i Catalogue of Life.

## Bildgalleri

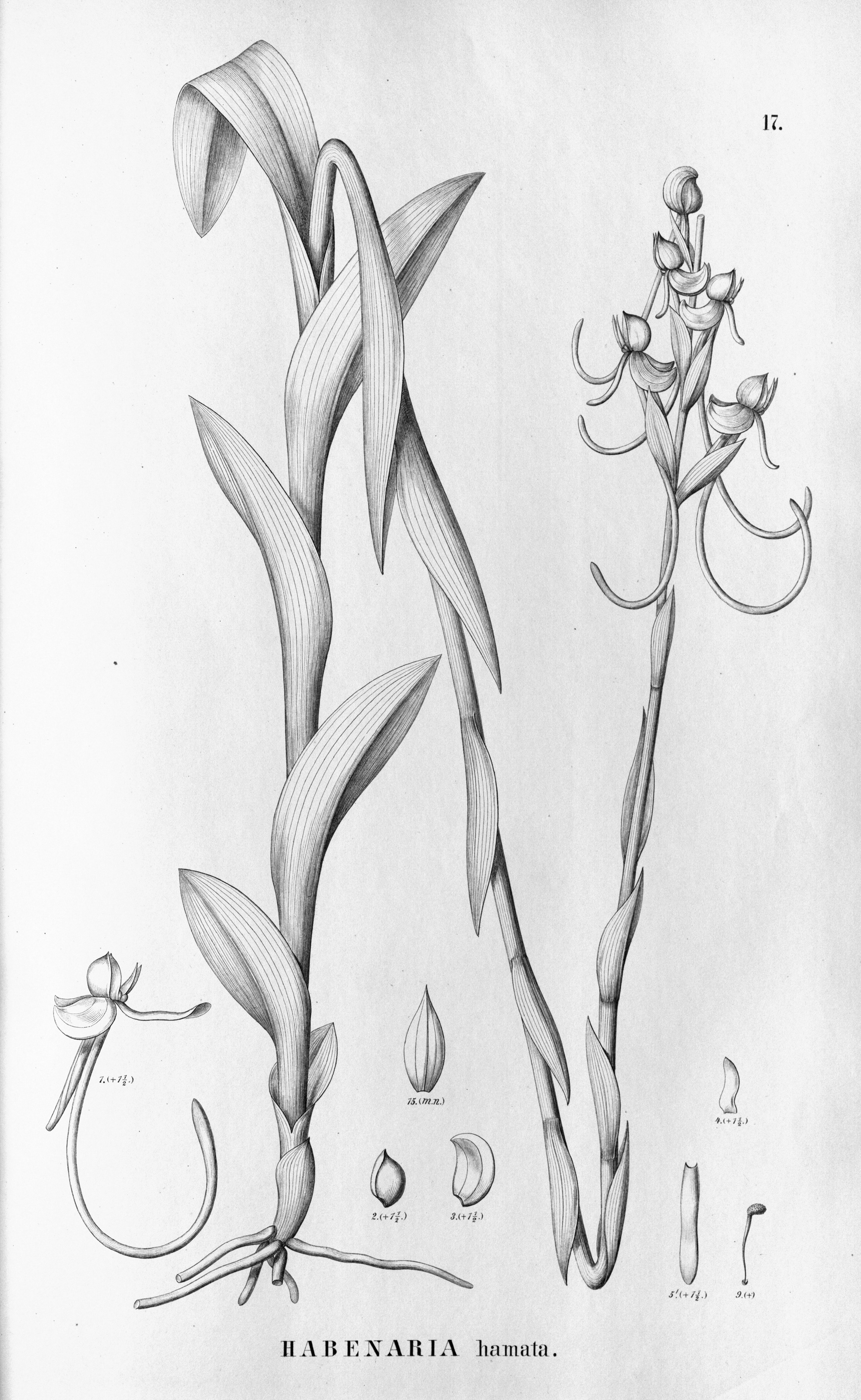